# Ochthebius sasakii
Ochthebius sasakii es una especie de escarabajo del género Ochthebius, familia Hydraenidae. Fue descrita científicamente por Yoshitomi, Karube & Hayashi en 2019.
Se distribuye por Japón. Cuerpo oblongo, ligeramente convexo, brillante, color negro; antenas, palpos maxilares y patas de color marrón amarillento.